# 匡福
匡福（?—?），元朝大臣，元惠宗时中书平章政事。
至正十八年（1358年），匡福担任河南行省参知政事，跟随孛罗帖木儿镇压反元起义军，十月，參政匡福統苗軍自西門入，孛羅帖木兒自北門入，四門並進，攻占曹州（今山东省菏泽市），后来帮助孛罗帖木儿和王保保互相攻战。至正二十三年（1363年）六月初一，孛羅帖木兒派遣方脫脫到彰德迎匡福，擴廓帖木兒（王保保）遣兵追赶，敗還。匡福于是占據保定路。至正二十五年（1365年），匡福担任中书平章政事。